# تونگ منگ‌شی
تونگ منگ‌شی (چینی ساده: 佟梦实؛ زادهٔ ۲۲ ژانویه ۱۹۹۳) که با نام توماس تونگ (انگلیسی: Thomas Tong) نیز شناخته می‌شود، بازیگر اهل چین است. از آثاری که در آنها ایفای نقش کرده است می‌توان به لذت زندگی (۲۰۱۹) اشاره کرد.

## اوایل زندگی و تحصیلات
تونگ زادهٔ شوژو، جیانگسو، چین است. تحت تأثیر پدرش به ورزشکار سطح دوم ملی تبدیل شد و در رشته دوی ۱۰۰ متر تخصص داشت.
تونگ در دانشگاه صنعت و معدن چین تحصیل کرد. او قبل از آغاز کار بازیگری، به عنوان مدل تبلیغاتی فعالیت می‌کرد.